# Анна Зайлер
Фонтан «Анна Зайлер» (нем. Anna-Seiler-Brunnen) стоит в переулке Марктгассе в Берне. Является одним из знаменитых бернских фонтанов XVI века.

## История и оформление
В 1545-1546 год каменный фонтан заменил собой деревянный, который был построен в XIV веке.
Статуя спроектирована скульптором Гансом Гингом и символизирует одну из главных добродетелей - Умеренность.
Фигура фонтана представляет собой женщину, которая в одной руке держит миску, а другой рукой льёт воду из кувшина. На женщине одет гражданском костюм тех времён. Она носит длинную плиссированную юбку, пояс и лиф с квадратным декольте.
Фонтан находится рядом с башней, которая раньше являлась тюрьмой. Из-за это первоначальное название фонтана Кефибруннен (нем. Kefibrunnen, Chefi на бернском диалекте — «тюрьма»). Нынешнее название символизирует основательницу бернской больницы Анну Зайлер.